# N-Hydroxysuccinimide
Le N-hydroxysuccinimide (NHS) est un composé organique de formule chimique C4H5NO3. Légèrement acide, c'est un irritant pour la peau, les yeux et les muqueuses. Il est couramment utilisé en chimie organique comme activateur d'acides carboxyliques. De tels acides activés, sous la forme d'esters avec un groupe partant labile, peuvent réagir avec des amines pour former par exemple des amides, tandis qu'un acide carboxylique non activé formerait simplement un sel en réagissant avec une amine. Les esters de NHS sont relativement stables par rapport à l'hydrolyse.
On forme couramment un acide activé au NHS en mélangeant du N-hydroxysuccinimide avec l'acide carboxylique souhaité et une petite quantité d'une base organique dans un solvant anhydre. Un réactif de couplage tel que le N,N’-dicyclohexylcarbodiimide (DCC) ou 1-éthyl-3-(3-diméthylaminopropyl)carbodiimide (EDC) est ajouté par la suite pour former un intermédiaire acide très réactif. Le NHS réagit pour former un acide moins labile. Le groupe lui-même est généralement écrit SuO– ou –OSu dans les notations chimiques. Un tel ester résultant d'un acide et de NHS, parfois appelé ester de succinate, est suffisamment stable pour être purifié et stocké en l'absence d'eau à basse température, et il est disponible dans le commerce sous cette forme. 
Les esters de NHS sont couramment utilisés pour modifier des protéines, par exemple pour marquer une protéine par fluorescence à l'aide d'un ester de NHS et de fluorescéine en une seule réaction simple et une étape de purification.